# Sumber Tengah
Sumber Tengah is een bestuurslaag in het regentschap Bondowoso van de provincie Oost-Java, Indonesië. Sumber Tengah telt 3503 inwoners (volkstelling 2010).